# سینما سیتی
سینما سیتی (انگلیسی: Cinema City) شرکت سرگرمی لهستانی است، که در سال ۱۹۹۹ تأسیس شد.